# C-Plus
C-PLUS是一个澳门的音乐组合，由鍾楚霖和徐智勇組成。

## 名字由來
C-PLUS由鍾楚霖和徐智勇組成，由於二人的姓氏也是以英文字母C字開頭，因此，把兩個C加起來便成為了C-PLUS。
C-PLUS同樣是C+的意思，在成績表上，C+的意義是75分。75分距離完美的100分還差25分，距離不合格的49分又多出了26分。75分是C-PLUS給自己的分數，二人加起來只有75分，意味著他們仍需努力。音樂從來難以完美，但熱愛音樂的C-PLUS則從來追求完美，雖然困難但仍然努力追尋著，向遙不可及的完美路途進發。

## 成立過程和歷史
1992年，就讀粵華中學的鍾楚霖與徐智勇相遇，開始接觸音樂，彼此成為老友，並一起加入粵華歌詠團。
1996年，鍾楚霖受初戀女友鼓勵，首次參加卡拉OK比賽踏足舞台，這是鍾楚霖及徐智勇人生首次獨立參加歌唱比賽，皆在試音落敗收場，但失敗卻燃起了他們的鬥志，1996至1999年間，他們不斷参加澳門各街坊社團的歌唱比賽，開始屢獲獎項，當中於1997年下環街坊會舉辦的歌唱比賽，鍾楚霖及徐智勇首次以合唱組合的形式參賽，並贏得冠軍。
1999年，二人中學畢業，同年開始一起於澳門的酒店酒廊擔任駐場歌手，並認識剛剛回澳發展的李峻一，與其組成樂隊在酒廊演出。
2000年5月，鍾楚霖與徐智勇以二人組合的形式前往香港參加「英皇超新星大賽」，正式把組合名字定名為「C-PLUS」，在一千多人中打入決賽十二強，決賽當天於TVB現場直播。最終雖然落敗，卻引起了澳門社會各界的留意和關注，回澳後決心發展及推動澳門音樂，並於理工學院舉行他們首個音樂會「C-PLUS完美組合音樂會」，並發佈了C-PLUS的第一首原創歌曲《每一天》。
2001年1月21日，C-PLUS成立本地歌迷會《C-PLUS FANS CLUB》。同年十二月，C-PLUS推出了首張唱片《DREAM》。唱片監製為澳門音樂監製何嘉偉，以「夢」及「夢想」為題，收錄六首原創作品，當中包括李峻一作曲填詞的作品《LONELY CHRISTMAS》，此作品於兩年後改編為陳奕迅的《LONELY CHRISTMAS》。C-PLUS首張唱片《DREAM》亦是澳門的本地唱片中，首張得到澳門工藝可口可樂有限公司的贊助於本地推出發行的唱片。
2002年，C-PLUS代表澳門往台灣高雄參加《港津台澳四地青年唱歌大賽》，以《水巷》一曲贏得冠軍金獎，同年十二月，C-PLUS於澳門文化中心大劇院舉行首個大型演唱會《C-PLUS私家重地演唱會》。
2004年，C-PLUS於四月份推出第二張唱片《搏一搏》，由香港華納唱片發行，但唱片的製作水準廣受專業界別的認同，當中由徐智勇作曲填詞的作品《豁達人》，更於2004年度，由澳門廣播電視股份有限公司舉辦的《2004第二屆至愛新聽力頒獎典禮》，憑《豁達人》一曲贏得金曲金獎，C-PLUS並於全澳樂迷投票下，贏得最受觀眾歡迎歌手大獎。
2005年，C-PLUS於2月14日於議事庭前地舉行他們的第三場音樂會《私家情人音樂會》，並於機緣巧合下，徐智勇為國內著名的傢俬品牌MAXXA創作宣傳歌曲，宣傳歌曲《擁抱》由香港創作歌手黄凱芹主唱，及後C-PLUS更和監製何嘉偉、本地音樂人姜偉靖和莫家恆聯手，為黄凱芹的主題音樂劇《白蛇青蛇神話音樂劇》策劃製作全劇原創音樂。C-PLUS於《白蛇青蛇神話音樂劇》大碟中，與黄凱芹共同擔任多首歌曲的監製。C-PLUS並於《2005第三屆至愛新聽力頒獎典禮》中，以《讓座》一曲奪得金曲銀獎。
2007年，隨着賭權開放的帶動，棋人娛樂製作有限公司(CHESSMAN) 的娛樂生意開始走向火紅的時代，鍾楚霖和金牌經理人黄栢高合作，將徐智勇推向香港市場出道，與金牌唱片（現為金牌大風 ）簽訂共同經理人合約，為期五年。而C-PLUS的音樂道路亦暫告一段落。

## 獎項
| 年份 | 歌手   | 主辦機構/頒獎典禮                | 歌曲       | 獎項                       |
| ---- | ------ | -------------------------------- | ---------- | -------------------------- |
| 2002 | C-PLUS | 港津台澳四地青年唱歌大賽         | 《水巷》   | 冠軍金獎                   |
| 2003 | C-PLUS | 第一屆澳廣視至愛新聽力頒獎音樂會 | 《離心力》 | （入圍）                   |
| 2004 | C-PLUS | 第二屆澳廣視至愛新聽力頒獎音樂會 | 《豁達人》 | 至愛歌曲金獎、最受歡迎歌手 |
| 2005 | C-PLUS | 第三屆澳廣視至愛新聽力頒獎音樂會 | 《讓座》   | 至愛歌曲銀獎               |
| 2006 | C-PLUS | 第四屆澳廣視至愛新聽力頒獎音樂會 | 《原地轉》 | （入圍）                   |

## 歷年音樂會
| 年份 | 演唱會                            |
| ---- | --------------------------------- |
| 2000 | 《C-PLUS完美組合音樂會》          |
| 2001 | 《C-PLUS好朋友肩並肩音樂會》      |
| 2002 | 《C-PLUS私家重地演唱會》          |
| 2003 | 《C-PLUS 私家原創革命黃昏音樂會》 |
| 2005 | 《C-PLUS私家情人音樂會》          |

## 音樂作品和唱片
| 專輯 # | 專輯名稱              | 專輯類型 | 發行日期      | 發行公司                      | 曲目 |
| ------ | --------------------- | -------- | ------------- | ----------------------------- | --- |
| 1st    | 每一天                | 單曲     | 2000年        | -                             | 曲目 1. 每一天 |
| 2nd    | DREAM                 | EP       | 2001年        | 澳門音樂力量                  | 曲目 1. 水巷 2. 誰來擁抱 3. Lonely Christmas 4. 陽光燦爛的日子 5. 再見 聖修伯里 6. 每一天                                                                                               |
| 3rd    | 博一博                | 大碟     | 2004年        | 香港華納唱片 （棋人娛樂製作） | 曲目 CD 1. 説話 2. 豁逹人 3. U will be fine 4. Lonely Christmas(Jazz Version) 5. 糖圏 6. 離心力 7. 好多説話 8. 水巷 9. Lonely Christmas(2001 Origlrtal Version) 10. 再見聖修伯里 11. 嬴 |
| 4th    | Everyday Will Be Fine | 大碟     | 2016年6月15日 | 棋人娛樂製作                  | 曲目 CD 1. 天高地厚 2. 水巷 3. Lonely Christmas 4. 説話 5. U'll be fine 6. 糖圏 7. 再見聖修伯里 8. 離心力 9. 原地轉 10. Everyday                                                        |

## 未發行唱片的音樂作品
- 《讓座》（曲：余翠芝 / 詞：余翠芝）
- 《原地轉》（曲：余翠芝 / 詞：余翠芝）
- 《愛豐收》（曲：徐智勇 / 詞：徐智勇）